# Liste der Naturdenkmäler in Büren
Die Liste der Naturdenkmäler in Büren führt die Naturdenkmäler der Stadt Büren im Kreis Paderborn in Nordrhein-Westfalen auf.
| Nr.       | Bezeichnung                                     | Lage                                                                                                 | Beschreibung, Bemerkungen                   | Bild            |
| --------- | ----------------------------------------------- | --- | ------------------------------------------- | --------------- |
| 04 2.3.1  | 2 Ahorne in Ahden                               | Ahden ⊙                                                                                              |                                             | Bild gesucht BW |
| 04 2.3.2  | Eiche an der Forkstraße                         | Ahden ⊙                                                                                              |                                             | Bild gesucht BW |
| 04 2.3.4  | 2 Kastanien am Pommers Kreuz                    | Brenken ⊙                                                                                            |                                             | Bild gesucht BW |
| BU 01 I   | 13 Kastanien an der Kirche                      | Büren ⊙                                                                                              |                                             |                 |
| 02 2.3.2  | 4 Linden bei Ahlerten                           | Büren ⊙                                                                                              |                                             | Bild gesucht BW |
| 04 2.3.6  | Dolinen- und Erdfallfeld in den Bürener Wäldern | Büren ⊙                                                                                              |                                             | Bild gesucht BW |
| 04 2.3.7  | 2 Linden an der Aftemündung "Adam & Eva"        | Büren ⊙                                                                                              |                                             |                 |
| BU 03 I   | Linde Nepomukstraße                             | Harth ⊙                                                                                              |                                             |                 |
| 02 2.3.11 | Eiche beim Stellwerk                            | Harth ⊙                                                                                              |                                             |                 |
| 02 2.3.13 | 2 Linden an der Haiper Kirche                   | Harth ⊙                                                                                              |                                             |                 |
| BU 02 I   | Linde am Unterheck                              | Harth ⊙                                                                                              |                                             |                 |
| BU 04 I   | Linde am Vitusplatz                             | Hegensdorf ⊙                                                                                         |                                             |                 |
| BU 05 I   | Linde an der Gahenstraße                        | Hegensdorf ⊙                                                                                         |                                             |                 |
| BU 06 I   | Linde an der Sternstraße                        | Hegensdorf ⊙                                                                                         |                                             |                 |
| 04 2.3.8  | Eiche am Hof Hundsberg                          | Hegensdorf ⊙                                                                                         |                                             |                 |
| 04 2.3.9  | Eiche an der Starenstraße                       | Hegensdorf ⊙                                                                                         |                                             |                 |
| BU 08 I   | Linde an der Kirchenmauer                       | Siddinghausen ⊙                                                                                      |                                             |                 |
| BU 07 I   | 8 Linden an der Kirche                          | Siddinghausen ⊙                                                                                      |                                             |                 |
| 02 2.3.6  | Hainbuche an der Ritterteichstraße              | Siddinghausen ⊙                                                                                      | 180 bis 250 Jahre alt, Umfang 450 cm (2007) |                 |
| 02 2.3.7  | Hagellinde                                      | Siddinghausen ⊙                                                                                      |                                             |                 |
| BU 10 I   | 4 Linden auf dem Kirchplatz                     | Weiberg ⊙                                                                                            |                                             | Bild gesucht BW |
| BU 11 I   | 5 Linden am Wasserberg                          | Weiberg ⊙                                                                                            |                                             | Bild gesucht BW |
| BU 12 I   | 4 Linden am Kindergarten                        | Weiberg ⊙                                                                                            |                                             | Bild gesucht BW |
| 02 2.3.8  | Linde im Haiperfeld                             | Weiberg ⊙ Die Linde wurde bei einem Sturm im August 2020 stark beschädigt und wurde deshalb gefällt. |                                             | Bild gesucht BW |
| 02 2.3.14 | Buche im Juenwinkel                             | Weiberg ⊙                                                                                            |                                             | Bild gesucht BW |
| 02 2.3.1  | 1 Eiche am Gossetalhang                         | Weine ⊙                                                                                              |                                             | Bild gesucht BW |
| BU 13 I   | Linde am Knickberg                              | Weine ⊙                                                                                              |                                             |                 |
| 04 2.3.6  | Dolinen- und Erdfallfeld in den Bürener Wäldern | Wewelsburg ⊙                                                                                         |                                             | Bild gesucht BW |
| 04 2.3.10 | Stieleiche am Westufer der Alme                 | Wewelsburg ⊙                                                                                         |                                             | Bild gesucht BW |
| BU 15 I   | Eiche am Schafsberg                             | Wewelsburg ⊙                                                                                         |                                             |                 |
| BU 16 I   | Linde am Bückerweg                              | Wewelsburg ⊙                                                                                         |                                             | Bild gesucht BW |
| BU 17 I   | Linde am Schürenberg                            | Wewelsburg ⊙                                                                                         |                                             |                 |
| 04 2.3.11 | Stieleiche am Ostufer der Alme                  | Wewelsburg ⊙                                                                                         |                                             | Bild gesucht BW |
| BU 14 I   | Eibe und Linde an der Wewelsburg                | Wewelsburg ⊙                                                                                         |                                             |                 |
| 04 2.3.5  | Erdfälle und Dolinen am Sauldriesch             | Wewelsburg ⊙                                                                                         |                                             | Bild gesucht BW |